# Diskografija Katy Perry
Diskografija Katy Perry, američke pop rock pjevačice, obuhvaća dva studijska albuma, pet singlova, jedan EP te jedan live album.
Glazbenu karijeru započela je sa svojim rodnim imenom Katy Hudson 2001. godine s objavom debitantskog albuma Katy Hudson. S albuma je objavljen singl "Trust In Me". Godine 2004. počinje raditi na svom drugom studijskom albumu Katy Perry, koji nikada nije objavljen. Iste godine surađuje s producentskom skupinom The Matrix na njihovom debitantskom albumu The Matrix. Album je objavljen tek u siječnju 2009. godine.
Početkom 2007. godine Perry potpisuje ugovor za Capitol Records. Iste godine izdaje promotivni singl "Ur So Gay". Početkom svibnja 2008. objavljuje svoj prvi singl "I Kissed a Girl". Singl je bio veoma uspješan na svjetskim top listama. U lipnju 2008. godine izlazi njen drugi studijski album One of the Boys. S albuma su, uz "I Kissed a Girl", objavljeni i singlovi "Hot N Cold", "Thinking of You" te "Waking Up in Vegas".
Sredinom 2009. godine surađuje sa sastavom 3OH!3 na singlu "Starstrukk". U studenom iste godine izlazi njen prvi live album MTV Unplugged. Početkom 2010. godine Timbaland objavljuje singl "If We Ever Meet Again", na kojem je Perry gostujući izvođač. Singl je dospio na broj 1 u Novom Zelandu. Njezin treći studijski album Teenage Dream je izašao krajem kolovoza 2010. godine. Prvi singl s nadolazećeg albuma, "California Gurls", dospio je do broja 1 u državama kao što su SAD, Ujedinjeno Kraljevstvo te Australija. Pjesma je postala najprodavanija pjesme iste godine. Album je proizveo 5 #1 singlova te je tako Perry postala jedina pjevačica koja ima 5 uzastophih #1 singlova s jednog albuma. Album je prodan preko 6 milijuna primjeraka. Četvrti studijski album "Prism" objavljen je 22.listopada 2013.godine te je bio najavljen globalnim hit singlom "Roar". Album je dospjeo do vrha američke liste albuma, te s prodanih 286.000 primjeraka postao drugi najprodavaniji album u prvom tjednu od izdavanja 2013. godine te najprodavaniji album pop izvođačice od Madonninog "MDNA ". Album je zasjeo na vrhove ljestvica u više od 60 zemalja diljem svijeta.

## Albumi

### Studijski albumi
| Godina | Album                                                                                                | Top liste | Top liste | Top liste | Top liste | Top liste | Top liste | Top liste | Top liste | Top liste | Top liste | Prodaja                                             | Certifikacije |
| Godina | Album                                                                                                | SAD       | AUS       | AUT       | KAN       | NJEM      | IRS       | NIZ       | NZ        | ŠVI       | UK        | Prodaja                                             | Certifikacije |
| ------ | --- | --------- | --------- | --------- | --------- | --------- | --------- | --------- | --------- | --------- | --------- | --------------------------------------------------- | --- |
| 2001.  | Katy Hudson - Objavljen: 23. listopada 2001. - Format: CD - Red Hill Records                         | —         | —         | —         | —         | —         | —         | —         | —         | —         | —         |                                                     | — |
| 2008.  | One of the Boys - Objavljen: 17. lipnja 2008. - Format: CD, digitalni download, LP - Capitol Records | 9         | 11        | 6         | 6         | 7         | 10        | 32        | 17        | 6         | 11        | - Ukupno: 5,000,000 - US: 1,383,000                 | - US: Platinasta - AUS: 2× Platinasta - AUT: Platinasta - KAN: 2× Platinasta - NJEM: Zlatna - IRE: Platinasta - NZL: Zlatna - ŠVI: Zlatna - UK: Platinasta |
| 2010.  | Teenage Dream - Objavljen: 24. kolovoza 2010.                                                        | 1         | 1         | 1         | 1         | 5         | 1         | 6         | 1         | 4         | 1         | - Ukupno: 6,000,000 - US: 2,749,000, - UK: 700,000+ | - US: 2× Platinasta - AUS: 3× Platinasta - AUT: Zlatna - KAN: 2× Platinasta - NZL: 2× Platinasta - NJEM: Zlatna - UK: 3× Platinasta                        |

### Uživo albumi
| Godina | Album                                                                                                | Top liste | Top liste | Top liste | Certifikacije |
| Godina | Album                                                                                                | SAD       | FRA       | ŠVI       | Certifikacije |
| ------ | --- | --------- | --------- | --------- | ------------- |
| 2009.  | MTV Unplugged - Objavljen: 17. studenog 2009. - Format: CD/DVD, digitalni download - Capitol Records | 168       | 192       | 82        | —             |

### EP-ovi
| Godina | EP                                                                                           |
| ------ | -------------------------------------------------------------------------------------------- |
| 2007.  | Ur So Gay - Objavljen: 20. studenog 2009. - Format: CD, digitalni download - Capitol Records |

## Singlovi

### Službeni singlovi
| Godina | Singl                               | Top liste | Top liste | Top liste | Top liste | Top liste | Top liste | Top liste | Top liste | Top liste | Top liste | Certifikacije | Album           |
| Godina | Singl                               | SAD       | AUS       | AUT       | KAN       | NJE       | IRS       | NIZ       | NZ        | ŠVI       | UK        | Certifikacije | Album           |
| ------ | ----------------------------------- | --------- | --------- | --------- | --------- | --------- | --------- | --------- | --------- | --------- | --------- | --- | --------------- |
| 2008.  | "I Kissed a Girl"                   | 1         | 1         | 1         | 1         | 1         | 1         | 1         | 1         | 1         | 1         | - US: 4× Platinasta - AUS: Platinasta - AUT: Platinasta - KAN: 7× Platinasta - NJEM: Platinasta - NZL: Platinasta - ŠVI: Platinasta - UK: Platinasta   | One of the Boys |
| 2008.  | "Hot N Cold"                        | 3         | 4         | 1         | 1         | 1         | 3         | 1         | 5         | 1         | 4         | - US: 4× Platinasta - AUS: 2× Platinasta - AUT: Platinasta - KAN: 6× Platinasta - NJEM: Zlatna - NZL: Platinasta - ŠVI: Platinasta - UK: Platinasta    | One of the Boys |
| 2009.  | "Thinking of You"                   | 29        | 34        | 18        | 24        | 19        | 38        | 18        | —         | 45        | 27        | - KAN: Platinasta | One of the Boys |
| 2009.  | "Waking Up in Vegas"                | 9         | 11        | 30        | 2         | 33        | 8         | 12        | 9         | 69        | 19        | - US: 2× Platinasta - AUS: Zlatna - KAN: Platinasta - NZL: Zlatna                                                                                      | One of the Boys |
| 2010.  | "California Gurls" (ft. Snoop Dogg) | 1         | 1         | 3         | 1         | 3         | 1         | 2         | 1         | 4         | 1         | - US: 4× Platinasta - AUS: 4× Platinasta - AUT: Zlatna - KAN: 4× Platinasta - NZL: 2× Platinasta - NJEM: Platinasta - ŠVI: Platinasta - UK: Platinasta | Teenage Dream   |
| 2010.  | "Teenage Dream"                     | 1         | 2         | 2         | 2         | 6         | 1         | 4         | 1         | 8         | 2         | - US: 3× Platinasta - AUS: 4× Platinasta - AUT: Zlatna - KAN: 3× Platinasta - NZL: Platinasta - NJEM: Zlatna - UK: Zlatna                              | Teenage Dream   |
| 2010.  | "Firework"                          | 1         | 3         | 4         | 1         | 4         | 2         | 8         | 1         | 3         | 3         | - US: 5× Platinasta - AUS: 5× Platinasta - AUT: Zlatna - KAN: 4× Platinasta - NZL: 2× Platinasta - NJEM: Zlatna - ŠVI: Zlatna - UK: Platinasta         | Teenage Dream   |
| 2011.  | "E.T." (ft. Kanye West)             | 1         | 5         | 7         | 1         | 9         | 5         | 27        | 1         | 14        | 3         | - US: 5× Platinasta - AUS: 3× Platinasta - KAN: 3× Platinasta - NZL: Platinasta - UK: Zlatna                                                           | Teenage Dream   |
| 2011.  | "Last Friday Night (T.G.I.F.)"      | 1         | 5         | 7         | 1         | 15        | 2         | 7         | 4         | 20        | 9         | - AUS: 2× Platinasta - NZL: Platinasta - UK: Srebrna                                                                                                   | Teenage Dream   |
| 2011.  | "The One That Got Away"             | 3         | 27        | 19        | 2         | 37        | 13        | 21        | 12        | 33        | 18        | - AUS: Zlatna | Teenage Dream   |
| 2012.  | "Part of Me"                        | —         | —         | —         | —         | —         | —         | —         | —         | —         | —         | | Teenage Dream   |

### Gostujući singlovi
| Godina | Pjesma                                             | Top liste | Top liste | Top liste | Top liste | Top liste | Top liste | Top liste | Top liste | Top liste | Top liste | Certifikacije                                                    | Album         |
| Godina | Pjesma                                             | SAD       | AUS       | AUT       | DAN       | IRS       | KAN       | NZ        | NIZ       | NJE       | UK        | Certifikacije                                                    | Album         |
| ------ | -------------------------------------------------- | --------- | --------- | --------- | --------- | --------- | --------- | --------- | --------- | --------- | --------- | ---------------------------------------------------------------- | ------------- |
| 2009.  | "Starstrukk" (3OH!3 ft. Katy Perry)                | 66        | 4         | 48        | 39        | 4         | 31        | 16        | 65        | —         | 3         | - US: Platinasta - AUS: 2× Platinasta - NZL: Zlatna - UK: Zlatna | Want          |
| 2009.  | "If We Ever Meet Again" (Timbaland ft. Katy Perry) | 37        | 9         | 12        | 22        | 3         | 4         | 1         | 11        | 9         | 3         | - AUS: Platinasta - ŠVI: Zlatna - NZL: Platinasta                | Shock Value 2 |

### Promotivni singlovi
| Godina | Pjesma                 | Top liste | Top liste | Top liste | Top liste | Album           |
| Godina | Pjesma                 | AUS       | KAN       | NZ        | SAD       | Album           |
| ------ | ---------------------- | --------- | --------- | --------- | --------- | --------------- |
| 2007.  | "Ur So Gay"            | 98        | —         | —         | —         | Ur So Gay (EP)  |
| 2008.  | "One of the Boys"      | 40        | —         | —         | —         | One of the Boys |
| 2009.  | "If You Can Afford Me" | —         | —         | 28        | —         | One of the Boys |
| 2010.  | "Not Like the Movies"  | —         | 41        | —         | 53        | Teenage Dream   |
| 2010.  | "Circle the Drain"     | —         | 30        | —         | 58        | Teenage Dream   |

## Videospotovi
| Godina | Video                   | Redatelj                  |
| ------ | ----------------------- | ------------------------- |
| 2007.  | "Ur So Gay"             | Walter May                |
| 2008.  | "I Kissed a Girl"       | Kinga Burza               |
| 2008.  | "Hot N Cold"            | Alan Ferguson             |
| 2009.  | "Thinking of You"       | Melina Matsoukas          |
| 2009.  | "Waking Up in Vegas"    | Joseph Kahn               |
| 2009.  | "Waking Up in Vegas" 1  | Joseph Kahn               |
| 2009.  | "Starstrukk"            | Marc Klasfeld, Steve Jocz |
| 2010.  | "If We Ever Meet Again" | Paul Coy Allen            |
| 2010.  | "California Gurls"      | Mathew Cullen             |
| 2010.  | "Teenage Dream"         | Yoann Lemoine             |
| 2010.  | "Firework"              | Dave Meyers               |
| 2011.  | "E.T."                  | Floria Sigismondi         |

#### Napomene
1 - Manhattan Clique Remix